# John Wiley
Ne doit pas être confondu avec la maison d’édition John Wiley & Sons.
John Walter Edington Wiley (né le 27 février 1927 et mort le 29 mars 1987) était un joueur de cricket, membre d'équipes universitaires et un homme politique sud-africain, député de la circonscription de Simonstown (1966-1987), membre successivement du parti uni (1966-1977), du parti sud-africain (1977-1980) et du parti national (1980-1987). Il fut ministre de l'environnement et du tourisme (1984-1986) puis ministre de l'environnement et de l'eau (1986-1987) dans le gouvernement de Pieter Botha.

## Biographie
Wiley commence sa carrière professionnelle comme joueur de cricket inter universitaire, d'abord comme batteur pour la Western Province (1947-1949) puis pour l'université d'Oxford (1948-1951).  
Membre de l'aile conservatrice du parti uni, en désaccord non seulement avec de Villiers Graaff, le chef du parti mais aussi avec les leaders réformistes comme Harry Schwarz et Japie Basson (en), Wiley fonde en 1977, avec Myburgh Streicher et cinq autres dissidents, une formation centriste appelée le parti sud-africain, en référence à l'ancien parti sud-africain de Louis Botha. 
En 1980, Wiley dissout le parti sud-africain et rejoint le parti national. 
Ministre-adjoint à l'environnement et aux pêches (1982-1984), il devient ministre de l'environnement et du tourisme en 1984. Il est alors le seul membre issue de la communauté blanche anglophone au sein du cabinet sud-africain. 
Le 29 mars 1987, alors qu'il est en campagne électorale pour conserver son siège de député, il se suicide à son domicile de Fishhoek à la suite d'une campagne de presse mettant notamment en cause sa probité mais aussi ses orientations sexuelles.
Son fils, Mark Wiley, sera membre du conseil provincial du Cap puis membre de l'assemblée législative du Cap-Occidental.

## Sources
- (en) Biographie
- (en) Nécrologie, Los Angeles Times, 30 mars 1987